# Боровское (Полтавская область)
Боровско́е (укр. Борівське) — село,
Милорадовский сельский совет,
Котелевский район,
Полтавская область,
Украина.
Код КОАТУУ — 5322283002. Население по переписи 2001 года составляло 12 человек.

## Географическое положение
Село Боровское находится в 2-х км от села Милорадово.
Вакруг села большой лесной массив урочище Боровское (сосна).
По селу протекает сильно заболоченный ручей с запрудой.

## История
Село указано на трехверстовке Полтавской области. Военно-топографическая карта.1869 года как хутор Боровики